# Melik

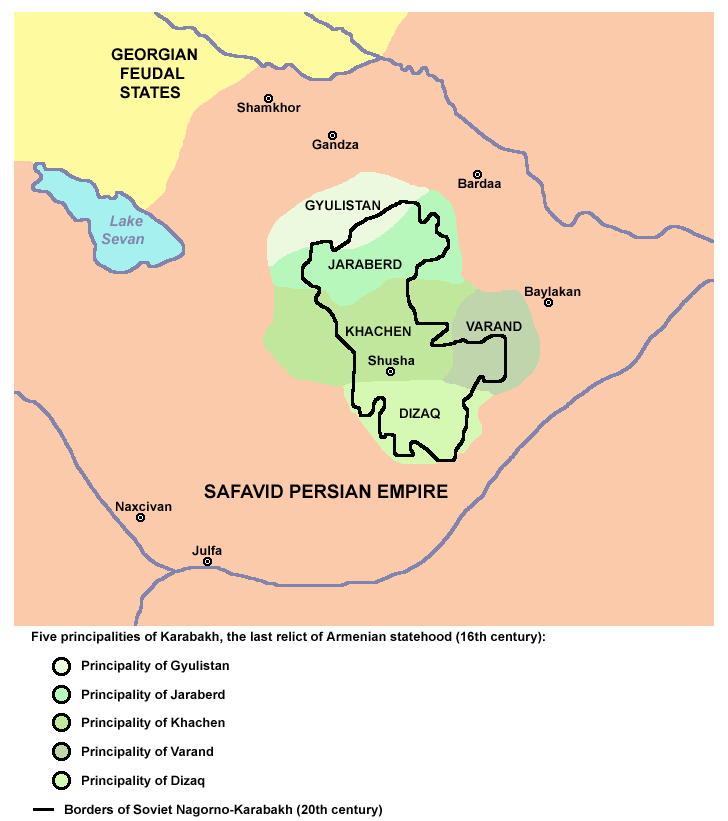
Die fünf Herrschaftsgebiete der Meliks von Karabach (mit dem Grenzverlauf des autonomen Bergkarabach in den 1980er-Jahren)

Melik (armenisch Մելիք, georgisch მელიქი meliki, deutsch ‚Prinz‘; von arabisch ملك Malik für „König“) war ein erblicher armenischer Adelstitel in verschiedenen Gebieten des östlichen historischen Armeniens. Der Titel und die damit verbundenen Herrschaftsgebiete wurde mit der Herrschaft der Qara Qoyunlu über das Gebiet zwischen Kura und Aras bedeutsam und blieb es in der danach folgenden Zeit wechselnder, oft persischer oder osmanischer Fremdherrschaft. Unter dieser waren die Meliks Herren über Fürstentümer oder auch nur einzelne Ortschaften mit unterschiedlichen Graden an Autonomie. Mit der Einverleibung in das russische Reich erloschen die Herrschaftsgebiete bis 1828. Robert Hewsen zählt über 40 Meliktümer allein im persischen Machtbereich.
In Bergkarabach gab es fünf armenische Herrschaftsgebiete, die fünf Fürstentümer von Karabach, die einem Melik unterstanden: Chatschen, Disak, Dschraberd, Gulistan und Waranda (Chatschen und Dschraberd unter Linien der Dynastie Hassan-Dschalaljan). Auch die benachbarten Melik von Zar (Familie der Dschahanschahid), das die meiste Zeit zu Chatschen gehörte, zählten zu den mächtigeren Melik.
Im Khanat Jerewan herrschten Meliks in:
- Jerewan
- Gegham/Sotk (Fam. Schahanschahid, Geghamian)
- Ghulalli
- Parakank
- Dalughardasch
- Gandsak/Noradus
- Karbi
- Garni
- Surmalu
- Akori
- Dawalu

Im Khanat Nachitschewan herrschten Meliks in:
- Sissian/Angeghakot (Fam. Tangian)
- Tatew (Fam. Parsadanian)
- Kapan/Bech (Fam. Parsadanian)
- Meghri/Kenawus
- Barguschat
- Tschawendur
- Kaschatagh/Zaghadsor/Sangesur (Fam. Barchudarian, Hajkasian)
- Etir
- Nachitschewan
- Tschugha/Dschulfa
- Agulis
- Ordubad

Im Khanat Gandscha herrschten Meliks in:
- Hatschakap
- Barsum
- Gardman/Oskanapat
- Getaschen

Darüber hinaus gab es je einen Melik in weiteren vier Khanaten: Khanat Schirwan (in Schemacha), Khanat Scheki, Khanat Baku, Khanat Maku und Khanat Choy. Im Inneren Persiens bestanden Melik-Herrschaften in Salmas, Marand und in Karadagh im Dorf Muschkambar. Gelegentlich werden der Region um Derbent Melik zugeschrieben, wo es jedoch nie solche gab. Es handelt sich dabei um eine Verwechslung mit den Melik von Kapan, das im Persischen die gleichen Namensbedeutung hat.
In Georgien gab es vier Meliks:
- Tiflis: Melik-Mamasachlissi (Familie Ivangulashvili, Mirimanishvili, Bebutaschwili etc.)
- Innerkartlien (Schida Kartli): Goris Meliki
- Niederkartlien (Kwemo Kartli): Somchitis Meliki (Melikischwili) und Loris Meliki (Loris-Melikischwili, russifiziert Loris-Melikow)